# Heinrich Klüver
Heinrich Klüver (/k l u v ər/) (Holstein, 25 maggio 1897 – Oak Lawn, 8 febbraio 1979) è stato uno psicologo tedesco naturalizzato statunitense.

## Biografia
Dopo aver prestato servizio nell'esercito imperiale tedesco durante la prima guerra mondiale, studiò sia all'Università di Amburgo che all'Università Humboldt di Berlino dal 1920-23. Nell'ultimo anno si trasferì negli Stati Uniti per frequentare la Stanford University dove conseguì un dottorato di ricerca in psicologia fisiologica. Nel 1927 sposò Cessa Feyerabend e si stabilì negli Stati Uniti in modo permanente, diventando un naturalizzato cittadino degli Stati Uniti nel 1934. Klüver fu un membro del "gruppo centrale" di pionieri della cibernetica che parteciparono alle Conferenze Macy degli anni 1940 e 1950. Collaborò più spesso e fruttuosamente con Paul Bucy e diede diversi contributi alla neuroanatomia nel corso della sua carriera.
Anche le sue esposizioni e gli esperimenti con la mescalina furono all'epoca pionieristiche. Coniò il termine "figura di ragnatela" negli anni 1920 per descrivere una delle quattro allucinazioni visive geometriche costanti sperimentate nella fase iniziale di un viaggio con la mescalina: "Fili colorati che corrono insieme in un centro rotante, il tutto simile a una ragnatela". Gli altri tre sono il disegno a scacchiera, il tunnel e la spirale. Klüver scrisse che "molte visioni 'atipiche' non sono altro che variazioni di queste costanti di forma, a un attento esame".